# Poslední valčík
Poslední valčík (v anglickém originále The Last Waltz) je americký hudební film. Jde o záznam rozlučkového koncertu skupiny The Band, který se odehrál dne 25. listopadu 1976 v sanfranciském sále Winterland Ballroom. Vedle záznamů z koncertu snímek obsahuje také rozhovory s hudebníky. Režisérem filmu byl Martin Scorsese. Kromě členů skupiny se koncertu účastnila řada hostů, mezi nimiž byli například Bob Dylan, Neil Young, Ringo Starr, Eric Clapton a Van Morrison. Film měl premiéru 26. dubna 1978. Roku 2002 byl uveden na DVD.